# Quốc hội Việt Nam khóa III
Quốc hội Việt Nam khóa III (1964-1971) là Quốc hội nhiệm kỳ thứ ba của nước Việt Nam Dân chủ Cộng hòa. Quốc hội thứ ba được bầu ngày 26 tháng 4 năm 1964, kéo dài 7 năm (lẽ ra hết nhiệm kỳ từ ngày 26 tháng 4 năm 1968 song do tình hình chiến sự nên căn cứ vào Điều 45 của Hiến pháp 1959, Quốc hội đã ra Nghị quyết kéo dài nhiệm kỳ Quốc hội khóa III) và diễn ra trong 7 kỳ họp.

## Bầu cử
Quốc hội khóa III bầu cử vào ngày 26 tháng 4 năm 1964, bầu 366 đại biểu tại 59 khu vực bầu cử. Ngoài 366 đại biểu được bầu có thêm 89 đại biểu khóa II miền Nam được lưu nhiệm nâng tổng số đại biểu khóa III sau bầu cử lên 455. Tỷ lệ cử tri đi bỏ phiếu: 8.580.002 người trên 8.775.002 cử tri, đạt 97,77%. Cuộc bầu cử được ghi nhận có nhiều đơn vị bầu cử đạt tỷ lệ đi bầu rất cao; thậm chí ở nhiều đơn vị bầu cử có nhiều cử tri cao tuổi, tự chống gậy tới nơi bầu cử.
Hội đồng bầu cử tổng kết và công bố kết quả bầu cử vào ngày 11 tháng 5 năm 1964.

### Cơ cấu thành phần của Quốc hội
- Công nhân: 71
- Nông dân: 90
- Tư sản dân tộc: 3
- Tiểu thủ công: 7
- Cán bộ chính trị: 70
- Quân đội: 18
- Nhân sĩ, tôn giáo: 12
- Cán bộ kinh tế, khoa học kỹ thuật, văn hóa, giáo dục, pháp luật: 98
- Đảng viên: 295
- Ngoài Đảng: 71
- Dân tộc thiểu số: 60
- Phụ nữ: 62
- Thanh niên: (20-30 tuổi): 71
- Phụ lão (trên 60 tuổi): 21
- Anh hùng: 22.
- Cán bộ ở Trung ương: 109
- Cán bộ ở địa phương: 257

## Các hoạt động

### Kỳ họp thứ nhất
Kỳ họp thứ nhất diễn ra từ 25 tháng 6 đến 3 tháng 7 năm 1964 có 429/455 đại biểu tham dự. Ngày 3 tháng 7, Quốc hội khóa III đã bầu ra:
- Chủ tịch nước: Hồ Chí Minh (đến 02/09/1969), Phó Chủ tịch nước: Tôn Đức Thắng (đến 02/09/1969)
- Ủy ban Thường vụ Quốc hội gồm 23 ủy viên chính thức, 3 ủy viên dự khuyết.
  - Chủ tịch UBTVQH: Trường Chinh
  - Phó Chủ tịch: Hoàng Văn Hoan, Nguyễn Xiển, Trần Đăng Khoa, Nguyễn Thị Thập, Chu Văn Tấn, Nguyễn Văn Hưởng (đến 26/03/1969)
- Tổng thư ký Quốc hội: Tôn Quang Phiệt
- Thủ tướng Hội đồng Chính phủ Phạm Văn Đồng. Phó Thủ tướng: Phạm Hùng, Võ Nguyên Giáp, Phan Kế Toại, Nguyễn Duy Trinh, Lê Thanh Nghị

### Kỳ họp thứ ba
Kỳ họp thứ 3 diễn ra từ ngày 15 đến ngày 22-4-1966.

### Kỳ họp thứ tư
Kỳ họp thứ tư diễn ra từ ngày 19 đến ngày 22-5-1968.

### Kỳ họp thứ năm
Kỳ họp thứ 5 diễn ra từ ngày 22 đến ngày 23-9-1969.
Ông Tôn Đức Thắng được bầu làm Chủ tịch nước, ông Nguyễn Lương Bằng được bầu làm Phó Chủ tịch nước Việt Nam Dân chủ Cộng hòa.

### Kỳ họp thứ sáu
Kỳ họp thứ 6 diễn ra từ ngày 31-5 đến ngày 5-6-1970.

### Kỳ họp thứ bảy

#### Vấn đề đại biểu miền Nam lưu nhiệm
Tại kỳ họp thứ 7 (1 - 4/3/1971), Ủy ban Thường vụ Quốc hội đã quyết định tổ chức cuộc bầu cử Quốc hội khóa IV vào ngày chủ nhật 11/04/1971. Trong khoảng thời gian đó, vào tháng 6/1969, Đại hội đại biểu quốc dân miền Nam đã bầu ra Chính phủ Cách mạng lâm thời Cộng hòa miền Nam Việt Nam và Hội đồng Cố vấn bên cạnh Chính phủ như một tổ chức có tính chất đại diện đầy đủ và cao nhất của nhân dân miền Nam và được quốc tế công nhận. Vì vậy, việc lưu nhiệm các đại biểu khóa cũ miền Nam không còn cần thiết và sẽ được kết thúc nhiệm kỳ cùng với nhiệm kỳ khóa III này.

### Điều chỉnh bộ máy, bổ nhiệm cán bộ Nhà nước, điều chỉnh địa giới
Trong suốt nhiệm kỳ Quốc hội khóa III, Quốc hội đã nhiều lần có sự thay đổi về bộ máy Nhà nước, địa giới khu vực và cán bộ cấp cao, tiêu biểu là
- Tháng 10/1965, theo đề nghị của Hội đồng Chính phủ, Ủy ban Thường vụ Quốc hội đã phê chuẩn
  - Thành lập Ủy ban vật giá, cơ quan ngang Bộ giúp Chính phủ nghiên cứu chính sách giá cả.
  - Giải thể Ủy ban Thanh tra Chính phủ,giao công tác thanh tra cho thủ trưởng các cơ quan, các ngành, các cấp phụ trách.
  - Tách Bộ Giáo dục thành Bộ Giáo dục và Bộ Đại học và Trung học chuyên nghiệp
  - Tách Ủy ban khoa học Nhà nước thành Ủy ban Khoa học kỹ thuật Nhà nước và Viện Khoa học xã hội
  - Thành lập Tổng cục Thông tin, trực thuộc Hội đồng Chính phủ
- Từ năm 1960 đến năm 1971 Ủy ban Thường vụ Quốc hội đã ra những quyết định
  - Giải thể Tổng cục Khai hoang và giao nhiệm vụ của Tổng cục cho Bộ Nông nghiệp phụ trách (15-9-1966).
  - Tách Nha khí tượng khỏi Phủ Thủ tướng và đặt cơ quan này trực thuộc Hội đồng Chính phủ (8-5-1967).
  - Đổi tên Viện khoa học xã hội Việt Nam thành Ủy ban Khoa học xã hội Việt Nam (19-7-1967).
  - Tách Bộ Công nghiệp nặng thành: Bộ Điện và Than, Bộ Cơ khí và Luyện kim, Tổng cục Hóa chất trực thuộc Hội đồng Chính phủ (11-8-1969).
  - Thành lập Bộ Lương thực và Thực phẩm trên cơ sở hợp nhất Tổng cục Lương thực với ngành công nghiệp chế biến thực phẩm tách từ Bộ Công nghiệp nhẹ ra (11-8-1969).
  - Thành lập Bộ Vật tư trên cơ sở bộ máy của Tổng cục Vật tư (11-8-1969).
  - Thành lập Ủy ban Thanh tra của Chính phủ (11-8-1969)
  - Chuyển Ủy ban Thể dục thể thao Trung ương thành Tổng cục Thể dục thể thao trực thuộc Hội đồng Chính phủ (9-1-1971).
- Ngày 11/08/1969, Ủy ban Thường vụ Quốc hội đã quyết định bổ nhiệm Đỗ Mười giữ chức Phó Thủ tướng Chính phủ kiêm Chủ nhiệm Văn phòng kinh tế Phủ Thủ tướng.

Ngày 2/09/1969, Chủ tịch Hồ Chí Minh qua đời. Ngày 9/09/1969, hơn 10 vạn người và 34 đoàn đại biểu quốc tế đã tới trước quảng trường Ba Đình dự lễ truy điệu Chủ tịch Hồ Chí Minh. Kỳ họp thứ V của Quốc hội ngày 22/09/1969, là phiên họp đặc biệt để truy điệu Chủ tịch Hồ Chí Minh và bầu Chủ tịch, Phó Chủ tịch nước Việt Nam Dân chủ Cộng hòa thay thế. Kết quả: Tôn Đức Thắng được bầu làm Chủ tịch nước, Nguyễn Lương Bằng được bầu làm Phó Chủ tịch nước với 361/361 phiếu của đại biểu tham dự kỳ họp.

### Chính phủ Cách mạng lâm thời Cộng hòa miền Nam Việt Nam
Tại miền Nam, ngày 6 tháng 6 năm 1969, theo Nghị quyết Hội nghị lần thứ 14 của Ban chấp hành Trung ương Đảng (01/1968), Đại hội đại biểu quốc dân miền Nam đã họp gồm đại biểu 2 tổ chức: Mặt trận dân tộc giải phóng miền Nam Việt Nam, Liên minh các lực lượng dân tộc, dân chủ và hòa bình Việt Nam cùng đại biểu của các lực lượng yêu nước khác ở miền Nam, tuyên bố lập chính thể Cộng hòa miền Nam Việt Nam, bầu Chính phủ Cách mạng lâm thời cộng hòa miền Nam Việt Nam và Hội đồng Cố vấn

#### Chính phủ Cách mạng lâm thời Cộng hòa miền Nam Việt Nam
- Chủ tịch Chính phủ Lâm thời: Huỳnh Tấn Phát
- Các Phó Chủ tịch: Phùng Văn Cung, Nguyễn Văn Kiết, Nguyễn Đóa
- Đại diện đặc biệt tại Việt Nam Dân chủ Cộng hòa: Nguyễn Văn Tiến (trưởng đại diện), 1 phó và 6 ủy viên.

#### Hội đồng cố vấn
- Chủ tịch: Nguyễn Hữu Thọ, Phó Chủ tịch: Trịnh Đình Thảo
- 11 ủy viên

## Ngoại giao
Ngoài các nước cùng khối Xã hội chủ nghĩa, Chính phủ nước Việt Nam Dân chủ Cộng hòa luôn tích cực mở rộng hoạt động đối ngoại với các nước trên thế giới nhằm tranh thủ sự đồng tình và ủng hộ của quốc tế đối với cách mạng. Riêng trong khóa III, nước Việt Nam Dân chủ Cộng hòa đã lập thêm quan hệ ngoại giao cấp Đại sứ với 13 nước: Cộng hòa Congo (16-7-1964), Cộng hòa Indonesia (10-8-1964), Cộng hòa thống nhất Tandania (14-2-1965), Cộng hòa Hồi giáo Mauritanie (15-3-1965), Cộng hòa Ghana (25-3-1965), Cộng hòa Ả Rập Syria (21-7-1966), Vương quốc Campuchia (24-6-1967), Cộng hòa Irắc (10-7-1968), Cộng hòa Sudan (26-8-1968), Vương quốc Thụy Điển (11-1-1969), Cộng hòa Sénégal (29-12-1969), Cộng hòa Dân chủ Somali (7-6-1970), Cộng hòa Xã hội Chủ nghĩa Dân chủ Sri Lanca (21-7-1970).